# 美元
美元（みをん、1979年〈昭和54年〉6月29日 - ）は、ファッションモデル、女優である。

## 経歴
1979年、東京都生まれ。日本人の父と韓国系日本人の母の間に生まれた。
「美元」は芸名。
2000年、ミスユニバースジャパン大会で「準ミスユニバースジャパン」に選出された後、ファッションモデルとしてアジアを中心に日本国外で行われるショーなどへ出演した。2007年、日本映画『M』で主役を演じ女優デビューする。

## 私生活
テレビドラマ『大韓航空機爆破事件から20年 金賢姫を捕らえた男たち』の共演を機に髙嶋政伸と結婚に至る。2008年8月31日に挙式、帝国ホテルで結婚披露宴を行う。9月8日、婚姻届を提出。
結婚翌々年の2010年8月頃より別居状態になり、離婚調停がおこなわれたものの決着せず、2011年から裁判に持ち込まれた。
2012年11月9日、婚姻関係が破綻しているとして、離婚を認める判決を、東京家庭裁判所小林愛子裁判官が言い渡した。
判決では美元の非が認められることは一切無かった。その後、髙嶋側が訴えを取り下げ協議離婚が成立したことを、同月26日に双方の弁護士が発表した。
2013年7月に年下のシンガポール人の投資家の男性とのデートが報じられ、再婚。2014年8月にはシンガポールへ移住し、娘を出産。
2019年5月にミセスシンガポールに出場してグランプリを受賞。同年12月には、シンガポール代表として世界大会へ出場。

## 出演

### 映画
2007年
- 『M』 - 聡子 役
- 『プラスワン OUT THE POOL』
- 『プラスワン法則』

2008年
- 『東京ソーダ水』

2011年
- 『ハードライフ 紫の青春・恋と喧嘩と特攻服』

2012年
- 『ユダ』

### テレビドラマ
2007年
- 『ジョシデカ!-女子刑事-』 - 有吉久美役
- 『大韓航空機爆破事件から20年 金賢姫を捕らえた男たち 〜封印された3日間〜』金賢姫（蜂谷真由美）役

2008年
- 『ありがとう!チャンピイ〜日本初の盲導犬誕生物語』ゲスト出演

2009年
- 『狩矢警部シリーズ6 燃えた花嫁』月曜ゴールデン（TBS）水木理沙子 役

### ファッションショー
- CHANEL
- ARMANI
- HUGO BOSS
- Nike

### 雑誌
- Vogue
- Marie Claire
- Zipper
- 25ans

### ミュージックビデオ
- 浜崎あゆみ
- 織田哲郎
- チャゲ&飛鳥
- 佐藤竹善

### バラエティ・情報番組
- 『ネプリーグ』
- 『ノンストップ!』
- 『ライオンのごきげんよう』
- 『オールスター感謝祭』
- 『踊る!さんま御殿!!』
- 『サンデージャポン』
- 『カラオケバトル』[9]
- 『快傑えみちゃんねる』